# Магалі Кемпен
Магалі Кемпен (англ. Magali Kempen) —  бельгійська тенісистка, що здебільшого спеціалізується на парній грі.

## Фінали Туру WTA

### Парний розряд: 2 (1 титул)
| Легенда       |
| ------------- |
| Grand Slam    |
| WTA 1000      |
| WTA 500       |
| WTA 250 (1–1) |

| За поверхнею |
| ------------ |
| Хард (1–1)   |
| Грунт (0–0)  |
| Трава (0–0)  |
| Килим (0–0)  |

| Результат | В–П | Дата     | Турнір                     | Статус  | Поверхня | Партнерка    | Супротивниці                       | Рахунок  |
| --------- | --- | -------- | -------------------------- | ------- | -------- | ------------ | ---------------------------------- | -------- |
| Поразка   | 0–1 | Жов 2024 | Merida Open, Мексика       | WTA 250 | Хард     | Лара Сальден | Квінн Глісон Інгрід Мартінс        | 4–6, 4–6 |
| Перемога  | 1–1 | Лют 2025 | Transylvania Open, Румунія | WTA 250 | Хард (i) | Анна Сіскова | Жаклін Крістіан Аньєліка Морателлі | 6–3, 6–1 |